# Jimmy James Ross
Jimmy Ross, all'anagrafe James Albert Abraham ma anche noto come Mel Turner (Trinidad and Tobago, 10 aprile 1935 – Belgio, 21 marzo 2000), è stato un cantante statunitense famoso per il brano disco music First True Love Affair del 1981.

## Biografia
È entrato a far parte della Marina degli Stati Uniti in giovane età come cuoco.
Sulle navi si fece notare per le sue capacità canore, il che gli consentì di guadagnare qualche soldo nei locali ogni volta che l'equipaggio scendeva a terra.
Più tardi, cambiò il cognome in Ross, ossia quello di sua madre. Lasciata la Marina, emigrò in Europa, dapprima nel Regno Unito, poi in Germania dove si sposò per stabilirsi in seguito in Belgio per il resto della sua vita.
Vivendo nei pressi di Anversa, strinse amicizia col compositore belga Bobbejaan Schoepen e con la sua famiglia. Il duo, dopo l'omicidio di Martin Luther King nell'aprile 1968, compose la canzone They Killed the King, in memoria e onore di un difensore della libertà
.
Il suo maggior successo è stato First True Love Affair (Luciano Ninzatti / Stefano Pulga/ Mel Turner) del 1981 seguito da Falling into a trance l'anno successivo.
Nel 1993 gli viene diagnosticato un enfisema. Dopo un lunga battaglia, decede il 21 marzo 2000.